# Marvin Dienst

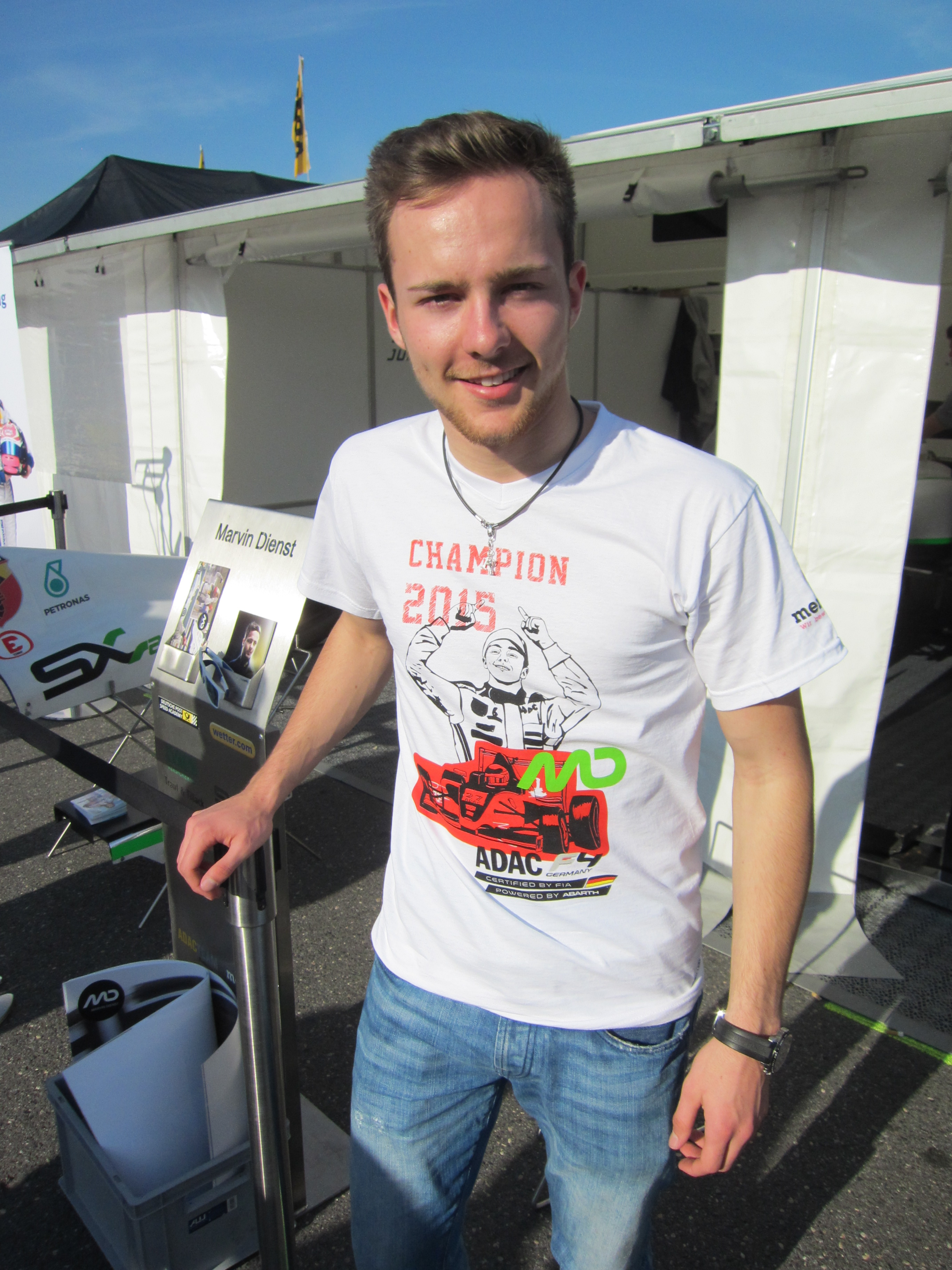
Marvin Dienst in 2015

Marvin Dienst (Worms, 24 februari 1997) is een Duits autocoureur. Hij is het meest bekend door het winnen van het eerste ADAC Formule 4-kampioenschap in 2015.

## Carrière
Dienst begon zijn autosportcarrière in het karting in 2005, waarin hij tot 2011 actief bleef. In 2012 maakte hij zijn debuut in het formuleracing in de Formule BMW Talent Cup, die hij winnend afsloot.
In 2013 maakte Dienst de overstap naar de ADAC Formel Masters, waarin hij uitkwam voor het team Neuhauser Racing. Hij won zijn eerste race op de Slovakiaring en met zeven andere podiumplaatsen eindigde hij als vierde in het kampioenschap met 171 punten.
In 2014 bleef Dienst in de ADAC Formel Masters rijden, maar stapte over naar het team ADAC Berlin-Brandenburg. Hij won races op het Circuit Park Zandvoort, de Lausitzring en de Nürburgring en eindigde met vier andere podiumplaatsen achter Mikkel Jensen, Maximilian Günther en Tim Zimmermann als vierde in het kampioenschap met 205 punten.
In 2015 werd de ADAC Formel Masters vervangen door het ADAC Formule 4-kampioenschap, waarin Dienst uitkwam voor het HTP Junior Team. Hij kende een succesvol seizoen waarin hij acht overwinningen behaalde op de Motorsport Arena Oschersleben, de Lausitzring, de Nürburgring, de Sachsenring en de Hockenheimring en werd in het laatste raceweekend gekroond tot eerste kampioen van de Duitse Formule 4 met 347 punten. Aan het einde van dat jaar maakte hij zijn Formule 3-debuut in het laatste raceweekend van het Europees Formule 3-kampioenschap op Hockenheim voor het team ArtLine Engineering.